# Golpe de Estado de Casado
El golpe de Estado de Casado constituyó uno de los últimos actos de la guerra civil española. Se inició el 5 de marzo de 1939, encabezado por el coronel Segismundo Casado, jefe del Ejército del Centro, en colaboración con las redes de espionaje franquista y la Quinta Columna de Madrid. Casado contó con el apoyo de Julián Besteiro, Wenceslao Carrillo, Melchor Rodríguez García, Cipriano Mera y el general José Miaja. El golpe derrocó al Gobierno republicano del socialista Juan Negrín, que defendía continuar resistiendo a la ofensiva sublevada a pesar de que, tras la caída de Cataluña a principios de febrero de 1939, la situación de la República era desesperada.
El golpe de Casado triunfó tras desencadenarse en Madrid una guerra civil dentro de la guerra civil entre las fuerzas casadistas y los partidarios de la política de resistencia de Negrín (comunistas y un pequeño sector del PSOE). Como consecuencia, se formó un Consejo Nacional de Defensa que trató de iniciar conversaciones con el bando sublevado, pero el general Franco, como ya había reiterado en numerosas ocasiones, solo aceptó la rendición incondicional del bando republicano. Así, en una ofensiva final, las tropas franquistas ocuparon sin apenas resistencia Madrid, Valencia y todo el sureste de la Península, últimas zonas bajo el control de la República.

## Antecedentes

### La crisis de marzo-abril de 1938: negrinistas contra antinegrinistas
El nuevo gobierno de Juan Negrín, formado tras los sucesos de mayo de 1937, hizo un enorme esfuerzo para dotar a la República de un verdadero ejército, pero esto se tenía que plasmar en el campo de batalla. Tras la derrota de la campaña del Norte (marzo-octubre de 1937), la prueba de fuego iba a ser la batalla de Teruel, iniciada el 21 de diciembre de 1937, en la que el reorganizado Ejército Popular de la República «tenía ante sí la ocasión de arrebatar, por primera vez, una capital de provincia a las tropas de Franco, de obtener un éxito ofensivo de valor estratégico y simbólico... con indudables repercusiones para una retaguardia cuya moral estaba resquebrajada por la cadena de derrotas de los últimos meses». Sin embargo, los sublevados lograron recuperar la ciudad de Teruel el 22 de febrero de 1938, tras dos meses de duros combates, por lo que la batalla de Teruel fue un nuevo desastre para los republicanos en términos anímicos, políticos y militares. «La noticia de la derrota cayó como una pesada losa sobre la moral de la retaguardia».
Al mes siguiente, se produjo un desastre aún mayor, cuando el frente de Aragón se derrumbó ante el empuje de la ofensiva lanzada por el general Franco y que culminó con la llegada del Ejército sublevado al Mediterráneo por Vinaroz el 15 de abril, quedando así dividido en dos el territorio fiel a la República. «La percepción que se extendió por Barcelona [nueva sede del gobierno desde su traslado desde Valencia en noviembre de 1937] era la de asistir a una auténtica debacle». A esto se añadió que el gobierno conservador británico había llegado a un acuerdo con Mussolini en el que se admitía la presencia de fuerzas italianas en España a cambio del compromiso de Italia de que no se apoderaría de ningún territorio ni isla españoles tras la previsible victoria del bando sublevado.
Las derrotas militares y el empeoramiento del contexto internacional desataron las tensiones políticas entre las diversas fuerzas que apoyaban a la República, provocando en marzo-abril de 1938 la segunda gran crisis interna del bando republicano, casi un año después de los sucesos de mayo de 1937. Durante la crisis, se enfrentaron el «negrinismo», o «partido de la resistencia», y el «antinegrinismo», o «partido de la paz».
Los antinegrinistas estaban encabezado por el propio presidente de la República, Manuel Azaña, apoyado por los republicanos de Izquierda Republicana y Unión Republicana, los nacionalistas catalanes y vascos y un sector del PSOE liderado por Indalecio Prieto, en el que también estaba Julián Besteiro, que consideraron que los desastres militares de la batalla de Teruel y la ofensiva de Aragón demostraban que el Ejército republicano nunca podría ganar la guerra y que había que negociar una rendición con los sublevados con apoyo franco-británico. Frente a ellos, Negrín y el sector del PSOE que lo apoyaba, más los comunistas, eran firmes partidarios de continuar resistiendo bajo la consigna «resistir es vencer». Según parte de la historiografía, para Negrín la alternativa de negociar el final de la guerra con el enemigo significaba casi seguro la aniquilación de la República, por lo que la única salida posible era resistir para prolongar la guerra a la espera que se desencadenase en Europa una guerra a escala continental, lo que obligaría a Francia y el Reino Unido a acudir en ayuda de la República. Sin embargo, como reveló Negrín a sus altos mandos militares —incluido Casado— en febrero de 1939, ya desde mayo de 1937 el presidente del Consejo de Ministros de la República había tratado infructuosamente de negociar con el enemigo utilizando incluso su amistad con familiares del cuñado de Franco, Ramón Serrano Suñer. Asimismo, Negrín había intentado la mediación británica para lograr una paz negociada, aunque también sin éxito. El objetivo de la República, reflejado en los informes y telegramas de Negrín, sus ministros y embajadores, era resistir y dar la impresión de una capacidad indefinida de lucha con el fin de ganar capacidad negociadora frente a los sublevados y las potencias internacionales.
La crisis se originó al intentar Negrín que Prieto cambiara de ministerio, renunciando al de Defensa, pues había declarado su convicción de que la guerra estaba perdida; pero Azaña respaldó a Prieto, así como el resto de los republicanos de izquierda y los nacionalistas de Esquerra y del PNV. Sin embargo, estos no consiguieron articular ninguna alternativa a Negrín, que acabó saliendo reforzado de la crisis, con la consiguiente salida de Prieto del Gobierno. A partir de entonces, «la España republicana queda dividida en dos tendencias separadas por las profundas simas de la desconfianza, el recelo y la descalificación mutua».

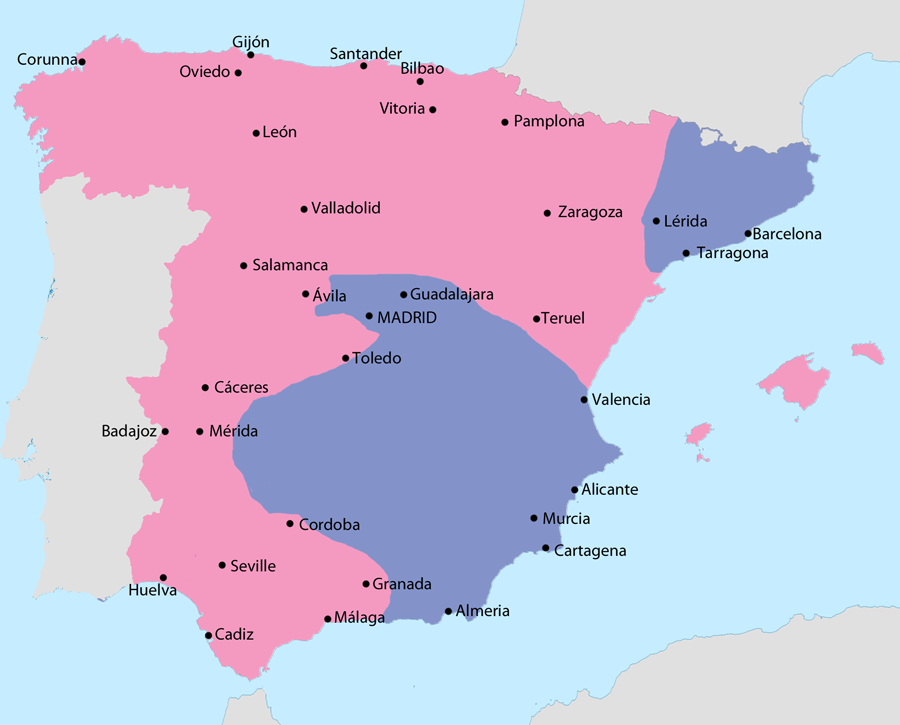
Mapa de la guerra civil española en julio de 1938

Negrín recompuso el Gobierno el 6 de abril y asumió personalmente el Ministerio de Defensa. Lo más destacado del nuevo Ejecutivo fue la destitución de Prieto, que acabó encabezando la facción antinegrinista de un PSOE fracturado. José Giral también fue cesado como ministro de Estado, siendo sustituido por Julio Álvarez del Vayo, un socialista negrinista. De igual modo, al gobierno se incorporaron dos sindicalistas, «ampliación discutible, dado el debate que surgió en la CNT y en la UGT sobre la participación o no en el gobierno de sus dos teóricos representantes».
Este gobierno mantendría invariablemente una política, «la de continuación de la guerra hasta el fin en el supuesto de que no era posible obtener del enemigo, de Franco, una verdadera negociación de paz, con condiciones distintas de la rendición». Negrín pensaba que su política era la única posible. Como dijo en privado, «no se puede hacer otra cosa». Así pues, su idea era resistir para negociar un armisticio que evitara el «reinado de terror y de venganzas sangrientas», represales que Negrín sabía que Franco iba a imponer, como efectivamente acabó sucediendo. Negrín declaró poco después de constituirse el nuevo gobierno:

Yo estoy tan seguro de mi causa, de mí, que las derrotas militares no las creo nunca decisivas. Yo me batiré en Barcelona, me batiré en Figueras. En tanto que yo luche, no seré vencido.

### La batalla del Ebro y la caída de Cataluña
El presidente Negrín, el general Vicente Rojo Lluch, jefe del Estado Mayor, y los comunistas, creían posible que el Ejército Popular Republicano aún era capaz de una última ofensiva, que se inició el 24 de julio de 1938, dando comienzo así a la batalla del Ebro, la más larga y decisiva de la guerra civil. El objetivo último de la operación era volver a unir las dos zonas republicanas, con lo que conseguiría "dar un golpe de efecto de indudables repercusiones internacionales" en un momento en que Europa vivía la crisis de los Sudetes. Franco por su parte aceptó el órdago, como en otras ocasiones, con la finalidad de que el enemigo agotase sus mejores recursos en la lucha, y eso fue efectivamente lo que sucedió. Después de tres meses de duros combates, la ofensiva republicana del Ebro fue un nuevo fracaso. El ejército republicano tuvo que volver a sus posiciones iniciales el 16 de noviembre de 1938, "con decenas de miles de bajas y una pérdida considerable de material de guerra que ya no podría utilizarse para defender Cataluña frente a la decisiva ofensiva franquista".

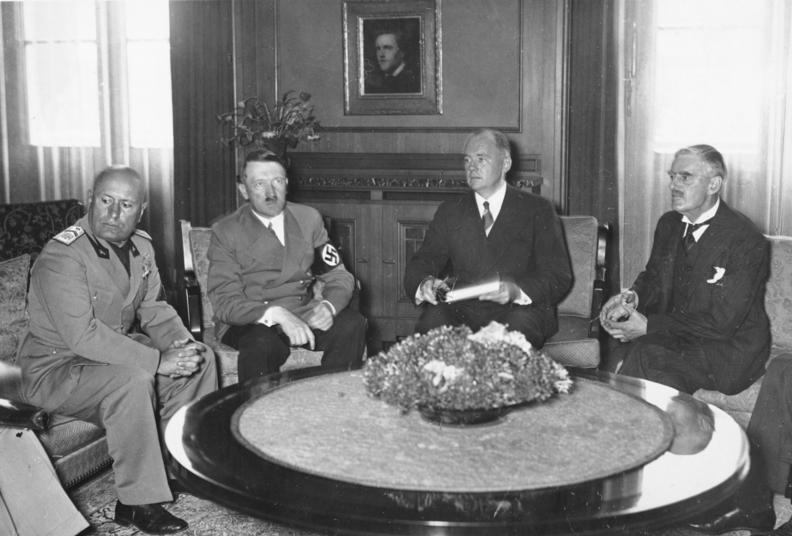
Los cuatro firmantes de los acuerdos de Múnich del 30 de septiembre de 1938: Benito Mussolini, Adolf Hitler, Édouard Daladier y Arthur Neville Chamberlain.

Poco antes de que finalizara la batalla del Ebro se produjo otro hecho que también fue determinante para la derrota de la República, esta vez procedente del exterior. El 29 de septiembre de 1938 se firmaban los acuerdos de Múnich entre Gran Bretaña y Francia, por un lado, y Alemania e Italia, por otro, que cerraban la posibilidad de que estallara la guerra en Europa y las potencias democráticas intervinieran a favor de la República. Además de la misma forma que el acuerdo suponía la entrega de Checoslovaquia a Hitler, también supuso abandonar a la República Española a los aliados de nazis y fascistas. Con la firma del acuerdo de Múnich desaparecía la esperanza europea de Negrín para salvar a la República: no habría guerra en Europa y de nuevo las potencias democráticas cedían ante las potencias fascistas. Esto abocó a Negrín a un callejón sin salida: continuar resistiendo a la espera de que en un futuro ahora ya más lejano estallase definitivamente la guerra en Europa o la rendición que llevaría consigo unas casi seguras represalias por parte del Generalísimo Franco. Además el acuerdo de Múnich unido al fracaso de la ofensiva del Ebro extendió el desánimo y el derrotismo en la retaguardia republicana, quebrándose "absolutamente la voluntad de resistencia del Frente Popular: muy pocos, por no decir nadie, confiaban ya en una victoria republicana". Por otro lado las pérdidas materiales de la batalla del Ebro habían sido tan grandes que sería casi imposible defender Cataluña ante la previsible ofensiva del ejército franquista.
La campaña de Cataluña acabó en un nuevo desastre para la República. El 23 de diciembre de 1938 empezó la ofensiva del ejército "nacional" desde el oeste y desde el sur sobre un ejército republicano muy inferior en hombres y medios que se batía en retirada. Huyendo de los bombardeos y temerosa de las represalias, mucha población civil comenzó a pasar en enero a Francia. El 26 de enero de 1939 las tropas de Franco entraban en Barcelona prácticamente sin lucha. El 5 de febrero ocupaban Gerona. El general Vicente Rojo comparó un año después desde el exilio lo que había sucedido en Madrid en noviembre de 1936 y lo que había pasado en Barcelona en enero de 1939:

¡Qué ambiente tan distinto! ¡Qué entusiasmo entonces! ¡Y qué decaimiento ahora! Barcelona cuarenta y ocho horas antes de la entrada del enemigo era una ciudad muerta... [Se] perdió lisa y llanamente porque no hubo voluntad de resistencia, ni en la población civil, ni en algunas tropas contaminadas por el ambiente

El 3 de febrero había llegado a Burgos un representante del gobierno francés para preparar el reconocimiento oficial del gobierno de Franco por Francia y Gran Bretaña, consumando así su abandono de la República, porque como dijo Lord Halifax en la reunión del 8 de febrero del gabinete británico "estaba claro que Franco va a ganar la guerra" y habría que entenderse con él. Por esas mismas fechas se produjo la única intervención de Gran Bretaña en la guerra de España para que la ocupación de Menorca por los rebeldes se hiciera de forma que no participaran en ella ni alemanes ni italianos y así no cayera bajo su control esta estratégica isla del Mediterráneo occidental. El general Vicente Rojo, que permaneció en Francia porque ya no creía en las posibilidades de victoria de la República, pidió al gobierno francés que los alrededor de 6000 oficiales republicanos que habían cruzado la frontera pudieran regresar por mar a Valencia, pero la petición no fue atendida porque el gobierno francés consideró que esa decisión podría dificultar los contactos que ya estaba manteniendo con el gobierno del Generalísimo Franco en Burgos con vistas a su reconocimiento oficial como gobierno legítimo de España.

## La conjura "antinegrinista"
Cuando Negrín regresa a la región Centro-Sur el 10 de febrero de 1939 desde el sur de Francia estaba muy avanzada la conspiración militar y política contra su gobierno dirigida por el jefe del Ejército del Centro, el coronel Segismundo Casado, que había entrado en contacto a través de la "quinta columna" con el Cuartel General del Generalísimo Franco para una rendición del ejército republicano "sin represalias" al modo del "abrazo de Vergara" de 1839 que puso fin a la primera guerra carlista (con la conservación de los empleos y cargos militares, incluida). Algo a lo que los emisarios del general Franco nunca se comprometieron. Casado consiguió el apoyo de varios jefes militares, entre los que destacaba el anarquista Cipriano Mera, jefe del IV Cuerpo de Ejército, y de algunos políticos importantes, como el socialista Julián Besteiro, que también había mantenido contacto con los "quintacolumnistas" de Madrid. Todos ellos criticaban la estrategia de resistencia de Negrín y su "dependencia" de la Unión Soviética y del PCE.

### La situación en Madrid y en la zona Centro-Sur

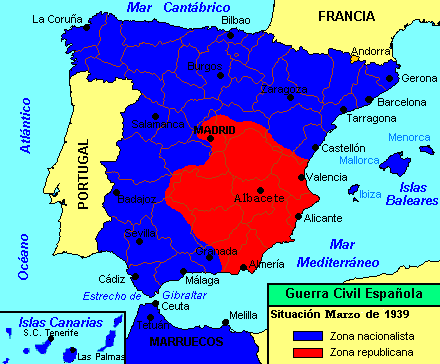
Mapa de las dos Españas tras la caída de Cataluña.

Los apoyos que encontraron los conjurados "antinegrinistas" en Madrid y en la zona Centro-Sur se explican por el progresivo cambio que se había producido en la opinión republicana desde el derrumbe del frente de Aragón en la primavera de 1938, al ir ganando terreno "la idea de que una salida victoriosa de la guerra era imposible y de que se imponía algún tipo de solución negociada" y todo ello "en medio de un cansancio cada vez más profundo de la población". Una prueba de este ambiente de desmoralización en la zona republicana fue el aumento de las deserciones en el Ejército Popular, sobre todo porque tras el final de la batalla del Ebro muchos de los desertores no volvían a casa como sucedía antes sino que optaban por pasarse al bando sublevado, a pesar de que una orden del 2 de junio de 1938 del Ministerio de Defensa republicano establecía que el castigo por deserción recayera en los familiares de los fugados si estos no eran detenidos.
El Madrid de la "defensa heroica frente al fascismo" (la "ciudad resistente" de noviembre de 1936 a marzo de 1937) estaba perdiendo protagonismo frente a la "ciudad clandestina" (la "quinta columna" organizada en la primavera de 1937 por los partidarios de los sublevados tras el final de la batalla de Madrid) gracias a su radical cambio de táctica. "A la acción directa ejemplificada en el paqueo (francotiradores que disparaban desde azoteas y tejados contra los milicianos republicanos), para amedrentar a la retaguardia republicana con el objetivo de minar el espíritu de resistencia, cargada de espontaneísmo y acción individual, sucede a lo largo de 1937 y 1938 la táctica de la infiltración en los aparatos de poder republicanos. Es decir, la infiltración en el ejército, en las fuerzas de orden público y en el tejido organizativo de la ayuda social como el Socorro Rojo. Se incrementa el protagonismo de la Falange clandestina (dirigida por Manuel Valdés Larrañaga), la creación del llamado Socorro Blanco o la infiltración de agentes del Servicio de Información y Policía Militar (SIPM) dirigido por José Ungría Jiménez. Como segundo objetivo está la captación de la ciudad pasiva [la integrada por los madrileños que no forman parte de las organizaciones del Frente Popular ni de la quinta columna franquista], hecho facilitado por las innumerables tensiones en el seno de la ciudad antifascista y por la desorganización administrativa que acentúa las negativas condiciones de la vida material, sobre todo en el tema de los abastecimientos".
El hambre y la crisis de subsistencias que asolaba la zona republicana estaban minando la capacidad de resistencia de la población, especialmente en la ciudad de Madrid que durante la guerra "era un inmenso estómago próximo al millón de habitantes, incapaz de abastecerse de su hinterland" porque la mayor parte de él había caído en manos de los sublevados en los primeros meses de la guerra, a lo que hay que añadir "la alteración del sistema de transportes, ahora subordinado a la lógica de la guerra, y las transformaciones revolucionarias en la estructura de la propiedad y en la gestión empresarial que dificultaban la búsqueda de alternativas de aprovisionamiento en la España republicana". Así en Madrid pronto se tuvo que recurrir a las cartillas de racionamiento, pero las cantidades de alimentos asignadas fueron progresivamente disminuyendo (los 300 gramos de pan por persona y día de marzo de 1937 se habían reducido a 100 gramos solo un año después) y determinados productos como la carne, el pescado, los huevos y la leche prácticamente desaparecieron (las lentejas, las "píldoras del doctor Negrín", se convirtieron en la base de la dieta) y floreció el mercado negro (la docena de huevos cuyo precio oficial en el otoño de 1938 era de 15 pesetas en el mercado negro valía 100 pesetas). Sin embargo las organizaciones del Frente Popular tenían sus propios sistemas de abastecimiento para sus milicianos y afiliados, por lo que estos no padecieron tanto las penurias que afectaban al resto de la población (la "ciudad pasiva"), un "privilegio" que fue hábilmente explotado por la propaganda de la "quinta columna" franquista para desmoralizar a la retaguardia republicana. A finales de 1938 hubo manifestaciones de mujeres en Madrid que reclamaban leche para sus hijos y aparecieron pasquines en lo que se leía: "Si no nos dais de comer, rendirse". Manuel Azcárate, dirigente comunista de las Juventudes Socialistas Unificadas, describía así la situación en Madrid a principios de 1939:

Pero éste ya no era el Madrid de 1936 o 1937. Faltaba comida. El cansancio de la guerra se apreciaba en las caras demacradas de la gente. El ambiente se había vuelto hosco, triste, trágico. Por todas partes se respira un sentimiento anticomunista porque muchas personas creen que son los comunistas los responsables de que la guerra se prolongue

### La conjura política
El antecedente más lejano de las posiciones republicanas en favor de la negociación para poner fin a la guerra se puede encontrar en una fecha tan temprana como mayo de 1937 cuando el presidente de la República Manuel Azaña encargó al socialista Julián Besteiro, que iba a acudir a Londres para representar a la República Española en la coronación del rey Jorge VI, que pidiera al gobierno británico la mediación en la guerra de España, aunque Besteiro no obtuvo de Anthony Eden, con quien se entrevistó el 11 de mayo, más que buenas palabras.
La primavera de 1938, cuando se produjo el derrumbe del frente de Aragón, es el momento en que se puede situar el inicio de la conjura política para apartar del poder a los comunistas y al presidente del gobierno Juan Negrín que se negaba a prescindir de ellos. En junio de 1938 los representantes británico y francés en Barcelona informaban a sus respectivos gobiernos de la existencia de una conspiración para acabar con el gobierno de Juan Negrín, que estaría supuestamente encabezada por los socialistas "antinegrinistas" Indalecio Prieto y Julián Besteiro y por el propio presidente de la República Manuel Azaña (y en la que también estaría implicado el presidente de las Cortes Diego Martínez Barrio), y que estaría apoyada por los partidos republicanos Unión Republicana e Izquierda Republicana, el sector "antinegrinista" del PSOE y de la UGT y los nacionalistas vascos y catalanes.
Así el 29 de julio de 1938, solo tres días después del inicio de la ofensiva republicana del Ebro, el presidente de la República Azaña se entrevista en secreto con el representante británico en Barcelona John Leche para que propusiera a su gobierno un plan de paz que consistía en la retirada de los combatientes extranjeros de ambos bandos, el cese de las hostilidades y la formación de un gobierno de amplio consenso del que serían excluidos los comunistas. Para ello sería necesario que Gran Bretaña junto con Francia, Alemania e Italia presionaran conjuntamente al general Franco para que lo aceptara. Así pues, lo que pedía Azaña era que el gobierno británico apoyara la conjura política antinegrinista y consiguiera además que lo hicieran las otras tres potencias. Tanto Negrín como el general Franco tuvieron conocimiento casi inmediato de esta entrevista "secreta" que tuvo lugar en Vich.
Poco después se produjo la "crisis de agosto" del gobierno Negrín con la salida del mismo de los dos ministros vasco y catalán, pero Azaña no pudo retirarle la confianza a Negrín, nombrando en su lugar a Julián Besteiro, porque Negrín —conocedor de la maniobra— montó "una campaña que se tradujo en la profusión de telegramas de adhesión a su persona que partieron de las unidades del Ejército del Ebro [que se encontraba en plena batalla] y del Este y llegaron al gobierno el 16 de agosto como presión contra el Presidente de la República". Así Negrín se impuso a Azaña. Además, un mes después el gobierno británico le comunicó a su representante en Barcelona John Leche que no veía posibilidades de realizar el plan de Azaña y le ordenaba que no continuara los contactos con este.
El 15 de noviembre de 1938, el mismo día en que las últimas tropas republicanas volvían a cruzar el Ebro dando por fracasada la ofensiva republicana iniciada en julio en la que Negrín había puesto todas sus esperanzas para dar un giro a la guerra, se reunió la Comisión Ejecutiva del PSOE en la que Julián Besteiro dijo abiertamente que "la guerra ha estado inspirada, dirigida y fomentada por los comunistas" (a Negrín le dijo que era un "agente de los comunistas") y que "si la guerra se ganara, España sería comunista" (en aquel momento Besteiro ya llevaba algunos meses, posiblemente desde abril de 1938, en contacto con la quinta columna de Madrid y a través de ella con el gobierno del "Generalísimo" Franco en Burgos). La solución que propuso Besteiro fue poner fin al Frente Popular (y por tanto romper la alianza con el PCE y la URSS) para ganar el apoyo de Gran Bretaña a la causa republicana porque Besteiro estaba convencido de que la política de las democracias occidentales ante la guerra civil estaba determinada por el factor anticomunista, lo que no era así, sino por la política de apaciguamiento que habían adoptado respecto de Hitler y el deseo de separar a Mussolini de Hitler. Besteiro afirmó:

Es indudable que si se refuerza aquí el Frente Popular, la opinión extraña pensará que avanza aquí el comunismo y, por consiguiente, como gran parte de la política que ellos siguen con nosotros está inspirada en la creencia de que aquí surgiría un comunismo, tendremos una posición más hostil

Julio Álvarez del Vayo, ministro de Estado en el gobierno de Negrín, le contestó que la alianza con la Unión Soviética había sido inevitable desde el momento en que "los dos puntos sobre los cuales debiera apoyarse la política exterior española fallan" (Gran Bretaña y Francia, optando por la política de "no intervención").

España ha tenido la desgracia de encontrarse en una situación de guerra civil, transformada rápidamente en guerra internacional, de invasión de nuestro territorio, en circunstancias en que... los dos países que podían ser nuestra contrapartida en el juego internacional han demostrado que carecen de la vitalidad necesaria no sólo en lo que respecta al problema español sino a sus propios intereses... 

Yo creo que la ayuda de la Unión Soviética ha sido importante. Pero si Francia e Inglaterra hubiesen mostrado más señales de capacidad de reacción hacia sus propios intereses, conjugados con los intereses españoles, se podría haber planteado el Gobierno español la posibilidad y el deber de estudiar si nos convenía un viraje absoluto de la política exterior. El peligro estaba en dar un salto en el vacío

Cuatro días después, 19 de noviembre de 1938, Besteiro viajó a Barcelona para entrevistarse con Azaña, pero aquel volvió a Madrid muy decepcionado porque la única propuesta que le hizo el presidente de la República era que fuera a Londres para solicitar por segunda vez la intervención británica a lo que al parecer Besteiro le contestó que a lo único que estaba dispuesto era a poner fin a la guerra y gestionar la paz en las mejores condiciones.
Tras su salida del gobierno de Negrín en agosto, los que sí estaban en contacto con el gobierno británico eran los nacionalistas vascos y catalanes que presentaron sendos memorándums el 12 de octubre de 1938 firmados por el "Presidente de Euskadi" José Antonio Aguirre y por el "Presidente de Cataluña" Lluís Companys en el que pretendían que Gran Bretaña les apoyara para formar dos estados casi independientes en sus respectivos territorios. Un mes después Luis Arana Goiri, hermano del "padre" del nacionalismo vasco y fundador del PNV Sabino Arana Goiri, envió otro memorándum al Foreign Office donde abiertamente pedía el apoyo británico a la independencia de Euskadi y de Cataluña, bajo protección británica la primera y bajo protección francesa la segunda. En el escrito se refería al conflicto que vivía la Península como "esta cruel guerra española destructora de mi amada Patria Euskadi". Pero los británicos no aceptaron ninguna de estas propuestas, entre otras razones, porque "no estaban dispuestos a introducir otro elemento de desestabilización más en España".
Azaña aún realizó un último intento de poner fin a la política de resistencia de Negrín a principios de febrero de 1939 poco antes de abandonar definitivamente España. Mantuvo una entrevista con los representantes de Francia y de Gran Bretaña para expresarles su opinión contraria a Negrín y para pedirles que sus gobiernos intercedieran ante el general Franco para que diera garantías de permitir salir de España a las personas comprometidas, una única condición para el fin de las hostilidades que ignoraba las tres aprobadas por las Cortes republicanas en la reunión de Figueras del día 1 de febrero. Cuando Negrín se enteró de esta iniciativa de Azaña, que sobrepasaba de nuevo sus competencias constitucionales, la desautorizó completamente.
Por su parte Julián Besteiro, tras su entrevista de noviembre de 1938 con Azaña en la que este no se había mostrado capaz de destituir a Negrín, entró en contacto con el sector no comunista del Ejército Popular Republicano de la zona Centro-Sur para que este tomara el relevo en su propósito de poner fin a la guerra. Ese sector estaba encabezado por el coronel Segismundo Casado, desde mayo de 1938 jefe del Ejército del Centro, la unidad militar más importante y menos influenciada por los comunistas de la región Centro-Sur. Besteiro y Casado se entrevistarán en el domicilio del primero el 3 de febrero de 1938 y durante la misma Casado le ofrecerá a Besteiro la presidencia del futuro gobierno que habría de sustituir al de Negrín tras el triunfo de la conspiración que estaba organizando. Besteiro le contestó que en su opinión la presidencia debía asumirla un militar. En ese momento confluyeron la parte civil y militar de la conjura antinegrinista.

### La conjura militar
A partir del fracaso de la ofensiva republicana del Ebro y de los acuerdos de Múnich, buena parte de los oficiales no comunistas del Ejército Popular Republicano, especialmente los profesionales que no procedían de las milicias, pensaban que la guerra estaba perdida y lo que había que hacer era ponerle fin de forma "honorable" por medio de un "abrazo de Vergara" como el que acabó con la primera guerra carlista. Estaban convencidos de que el "entendimiento entre militares" de los dos bandos lo haría posible, por lo que el único obstáculo que había que salvar, según ellos, era la presencia comunista en el gobierno y en algunas unidades militares, y el propio presidente Negrín si se obstinaba en mantener su política de resistencia. El militar que acabó aglutinando todas estas preocupaciones e iniciativas fue el coronel Segismundo Casado, jefe del Ejército del Centro.
Fue precisamente tras los acuerdos de Múnich de finales de septiembre de 1938 cuando la quinta columna de Madrid inició una aproximación al coronel Casado al conocer su radical anticomunismo y su desacuerdo cada vez mayor con Negrín. Además en el entorno de Casado actuaban varios agentes franquistas, como su ayudante el teniente coronel José Centaño de la Paz o el comandante médico Diego Medina (médico personal del propio coronel Casado), que tuvieron perfectamente informado al gobierno de Burgos de todos sus actos.
El primer movimiento importante del coronel Casado, del que enseguida tuvo información el Cuartel General del Generalísimo, tuvo lugar a principios de noviembre de 1938, en un momento en que ya era evidente el fracaso de la ofensiva republicana del Ebro, cuando se reunió en Madrid con el presidente Juan Negrín y con el general José Miaja, jefe de los Ejércitos de la región Centro-Sur, para intentar conseguir que aquel retirara a los comunistas del gobierno como primer paso para cambiar la política de resistencia a ultranza por la búsqueda de una mediación que pusiera fin a la guerra sin represalias por parte de los vencedores, a lo que Negrín se opuso rotundamente. A partir de ese momento Casado fue cada vez más consciente de que si quería alcanzar sus propósitos también tendría que derribar a Negrín.
A finales de enero y principios de febrero de 1939 el coronel Casado inicia los contactos de forma directa y personal con los representantes franquistas en Madrid a través de la quinta columna a los que pone al corriente de sus intenciones de derribar al gobierno de Negrín, aunque ellos ya las conocían a través de Centaño y Medina. En esas mismas fechas Casado también habla con militares y partidos políticos del bando republicano para que colaboren con sus planes.
El 30 de enero de 1939 la quinta columna le hizo llegar al coronel Casado dos cuartillas con las condiciones de los franquistas para la rendición del ejército republicano y que Casado llamó las "Concesiones del Generalísimo". En ellas se decía:

...Para los jefes y oficiales que depongan voluntariamente las armas, sin ser culpables de la muerte de sus compañeros, ni responsables de otros crímenes, aparte de la gracia de la vida, la benevolencia será tanto mayor cuanto más significados y eficientes sean los servicios que en estos últimos momentos prestan a la causa de España o haya sido menor su intervención y malicia en la guerra.

Los que rinda las armas evitando sacrificios estériles y no sean reos de asesinatos y otros crímenes graves podrán obtener un salvoconducto que les pongan fuera de nuestro territorio, gozando entre tanto de plena seguridad personal...

Ni el mero servicio en el campo rojo, ni el haber militado simplemente como afiliado en campos políticos extraños al Movimiento Nacional serán motivos de responsabilidad criminal

El 5 de febrero el ayudante de Casado el teniente coronel Centaño le descubre su condición de agente franquista y le entrega a continuación una copia oficial de las "Concesiones del Generalísimo". Estas Segundas "Concesiones del Generalísimo" presentaban un tono y algún matiz diferente de las que ya había recibido el coronel Casado una semana antes. Comenzaban con una afirmación de gran dureza: "Tenéis la guerra totalmente perdida. Es criminal toda prolongación de la resistencia. La ESPAÑA NACIONAL exige la rendición". En su texto quedaba más claro aún lo que Franco entendía por "negociación": la rendición incondicional del "Ejército rojo", y solo ofrecía benevolencia en las represalias tras la victoria. La respuesta del coronel Casado fue pedir que fuera el general Fernando Barrón, amigo suyo desde los tiempos de la Academia de Caballería, quien le escribiera una carta "enviándole condiciones y plan de capitulación", con lo que quedaba clara su postura liquidacionista de la guerra (la carta la recibiría el 15 de febrero a través del comandante médico y agente franquista Diego Medina).
El 2 de febrero de 1939 Casado se reúne con los generales Miaja, Matallana y Menéndez a los que les expuso su decisión de sublevarse contra el gobierno de Negrín sustituyéndolo por un "Consejo Nacional de Defensa" integrado por militares y por todos los partidos políticos y sindicatos, con excepción del Partido Comunista de España, y con la "exclusiva misión de hacer la paz" por lo que entraría "en relación con el Gobierno Nacionalista [sic] lo antes posible". Uno de los argumentos que utilizó para justificar la rebelión fue que el 23 de enero el gobierno había declarado el estado de guerra después de casi tres años de hostilidades por lo que la autoridad legal había pasado a los militares (y en la zona Centro-Sur le correspondía al general Miaja, presente en la reunión). Según el testimonio posterior del coronel Casado "los tres generales, sin discusión, se consideraron comprometidos ante el hecho, con todas sus consecuencias". Al día siguiente tuvo lugar la entrevista con Julián Besteiro a quien ofreció la presidencia de su proyectado Consejo Nacional de Defensa que sustituiría al gobierno de Negrín, pero Besteiro rechazó la oferta de presidirlo aunque aceptó integrarse en él.
El 8 o el 9 de febrero el coronel Casado se entrevistó con el teniente coronel Cipriano Mera, de procedencia anarcosindicalista, que era el Jefe del IV Cuerpo de Ejército (integrado en el Ejército del Centro que mandaba Casado). Aunque en la conversación Casado no le habló a Mera de la conjura que estaba organizando ni de sus contactos con los franquistas, ambos, que compartían un arraigado anticomunismo, coincidieron en la imposibilidad de resistir una ofensiva enemiga sobre Madrid. Cinco días después, el 13 de febrero, el Comité de Defensa de la CNT le comunicó a Mera que pusiera a disposición del coronel Casado el IV Cuerpo de Ejército, la única fuerza militar de Madrid segura para los conjurados, pues los otros tres Cuerpos de Ejército que componían el Ejército del Centro tenían mandos de filiación comunista.

## Los preliminares del golpe (10 de febrero-4 de marzo de 1939)
Tras la caída de Cataluña en el territorio que aún estaba en poder de la República se desató una última batalla entre los que consideraban inútil seguir combatiendo y los que todavía pensaban que "resistir es vencer" (esperando que las tensiones en Europa acabaran estallando y Gran Bretaña y Francia, por fin, acudirían en ayuda de la República española, o que al menos impusieran a Franco una paz sin represalias).

### La falta de apoyos de Negrín
Cuando el presidente del gobierno Juan Negrín volvió a la región Centro-Sur desde Francia el 10 de febrero de 1939, el único apoyo con el que contaba ya, además de una parte de su propio partido (el sector "negrinista" del PSOE), era el Partido Comunista de España, pero este estaba en declive tras las sucesivas derrotas de la batalla del Ebro y la ofensiva de Cataluña. Además en la zona Centro-Sur, incluido Madrid (del que Negrín llevaba ausente prácticamente dos años), las organizaciones anarquistas, minoritarias en la capital al principio de la guerra, eran las que constituían la fuerza política más poderosa, y todas eran abiertamente hostiles a la política de Negrín de seguir resistiendo.
Así pues, tras la caída de Cataluña las posibilidades de la política de Negrín de "resistir es vencer" eran muy remotas, especialmente si a esto le añadimos las dificultades de recibir suministros militares en la zona Centro-Sur por la pérdida de los Pirineos y el bloqueo naval de la flota rebelde en el Mediterráneo, además de la falta de industrias que pudieran producir armas y municiones y el agotamiento de las arcas republicanas. Por último Francia y Gran Bretaña, la última esperanza de Negrín, ya estaban negociando con el Generalísimo Franco, quien había vuelto a reiterar a Londres y a París que se mantendría neutral caso de que estallase la guerra en Europa, su reconocimiento oficial como gobierno legítimo de España. Sin embargo, Negrín pensaba que aún contaba con la fuerza intacta de los ejércitos del Centro, Levante, Extremadura y Andalucía, que sumaban en total unos quinientos mil hombres, aunque entre las tropas y entre los mandos cundía el desánimo y la moral de derrota, así como en la retaguardia.
Además la propaganda de la quinta columna franquista, bien organizada especialmente en Madrid y en Valencia, se estaba dedicando a acentuar las diferencias entre los "negrinistas" y los "antinegrinistas" al insinuar que podría haber una negociación que pusiera fin a la guerra si Negrín y los comunistas desaparecían de la escena política republicana y las "negociaciones" se llevaban entre militares profesionales, al modo del abrazo de Vergara de 1839 que puso fin a la primera guerra carlista.
Poco después de volver a España el presidente del gobierno Negrín recibió un duro golpe personal y político cuando el 12 de febrero recibió un telegrama del general Vicente Rojo, el militar de máxima confianza de Negrín y el principal estratega del Ejército Popular durante toda la guerra, en el que renunciaba a su cargo como jefe del Estado Mayor y le reprochaba a Negrín que continuara con su política de resistencia, además de acusarle de haber abandonado a los militares que se encontraban en Francia. La respuesta de Negrín fue ordenar al embajador español en París, Marcelino Pascua, que comunicara al general Vicente Rojo y al general Enrique Jurado la orden de regresar a España, orden que ninguno de los dos estaba dispuesto a cumplir. En una última carta enviada a Negrín el 28 de febrero, el general Vicente Rojo le volvió a pedir que asumiera la derrota y cesara en una resistencia inútil y se ofreció a volver a España para colaborar en las gestiones para concluir la guerra (un ofrecimiento que también había realizado a los militares conjurados para derribar a Negrín y que volvió a repetir cuando se constituyó el Consejo Nacional de Defensa tras el triunfo del golpe de Casado porque no quería seguir "la suerte de los fugitivos políticos, sino, buena o mala, la que sea la de los militares que, como yo, han hecho la guerra honradamente").
Otro duro golpe para Negrín, esta vez solamente político dadas las malas relaciones que mantenía con el presidente de la República Manuel Azaña, fue que este se negara en redondo a regresar a España a pesar de las reiteradas peticiones que le formuló a lo largo del mes de febrero. Cuando Azaña cruzó la frontera francesa el 5 de febrero Negrín al menos consiguió que Azaña se alojara en la embajada española en París, que en términos de derecho internacional era territorio español, por lo que técnicamente Azaña no se había exiliado ni vivía fuera de España. Pero Negrín estaba convencido de que el regreso de Azaña a la zona Centro-Sur levantaría la moral de las tropas y además les quitaría un argumento de peso a Francia y a Gran Bretaña para reconocer al "Generalísimo" Franco como jefe del único gobierno legítimo de España. El 18 de febrero Negrín envió a Azaña una extensa carta a través del embajador español en París Marcelino Pascua conminándole para que regresara a España:

El gobierno, unánime, reitera la imprescindible necesidad de que el presidente [de la República] se traslade a esta zona [Centro-Sur] por los siguientes razones:

Primera. Mientras exista un Gobierno debe estar en territorio español el Jefe del Estado, máxime en circunstancias presentes, ya que no hay ningún motivo de orden material o de seguridad que lo impida.

Segunda. La labor de Gobierno se encuentra entorpecida por la ausencia del presidente, pues hay disposiciones que sólo violentando la ley pueden darse por Orden Ministerial...

Tercera. Al país se le daría la sensación de un abandono por parte de la Suprema Magistratura de la nación...

Cuarta. En el orden internacional no pueden ocultarse los peligros de su presencia en el extranjero como son el riesgo de que se declare indeseable su estancia mientras ejerza suprema magistratura; (...) debilitación de la propia autoridad del gobierno por creerse no existe tal Gobierno mientras Jefe Estado esté fuera territorio nacional...

Quinta. Existe el peligro de un reconocimiento de Franco por ciertos países a causa de la ausencia del presidente...

Sexta. Las gestiones que realiza el Gobierno para poner fin a la situación actual se encuentran dificultadas por el mismo motivo.

Séptima. En un último término invoco al patriotismo y sentido de responsabilidad del presidente quien estoy seguro pensará conmigo que las más altas jerarquías estamos obligados en estos momentos a imponer con nuestro ejemplo la serenidad necesaria impedir el fin de esta contienda tenga un desenlace trágico y bochornoso

Azaña no contestó al requerimiento y el 21 de febrero el ministro de Estado Julio Álvarez del Vayo y el embajador español en París Marcelino Pascua enviaban el siguiente telegrama desde París a Negrín, que se encontraba en Madrid:

Situación internacional agrávase por momentos jugando papel importancia ausencia Jefe del Estado del territorio leal. Sobre su actitud e interpretaciones ausencia respecto política del Gobierno recae preferentemente responsabilidad reconocimiento [de Franco por] Francia e Inglaterra, inevitable próximos días de no trasladarse cuando menos presidente República inmediatamente a zona central

El día 25 de febrero por fin contestó Azaña a Negrín reiterándole su postura de no volver a la zona Centro-Sur (uno de los ministros del gobierno Negrín lo consideró "alta traición") y afirmando que Francia y Gran Bretaña no iban a reconocer a Franco por su ausencia de España sino porque "hemos perdido la guerra". Al día siguiente Azaña abandonó la embajada española en París para marcharse a la casa que tenía su cuñado Rivas Cherif en Collonges-sous-Salève en la Saboya francesa. Un día después se hacía oficial el reconocimiento de Franco por Londres y París como jefe del gobierno legítimo de España.
El martes 28 de febrero, se hacía oficial la renuncia a la Presidencia de la República de Manuel Azaña y se abría el proceso de su sustitución provisional por el presidente de las Cortes, Diego Martínez Barrio (ambos se encontraban en Francia), tal como establecía la Constitución republicana de 1931. Para el coronel Casado (y para su aliado el socialista "antinegrinista" Julián Besteiro) la dimisión del presidente de la República (y el fracaso de su sustitución inmediata por el presidente de las Cortes republicanas Diego Martínez Barrio) facilitaba sus planes porque según él al estar declarado el estado de guerra la suprema autoridad en la zona republicana ya no era el gobierno de Negrín (que carecía de legitimidad al haber dimitido el jefe del Estado de la República) sino la máxima autoridad militar que era el general Miaja (este militar será precisamente quien presida el Consejo Nacional de Defensa formado tras el golpe de Casado del 5 de marzo).

### Los últimos preparativos y la justificación del golpe
El jueves 2 de marzo Negrín hizo venir a la Posición Yuste al coronel Casado y al general Matallana para comunicarles que iban a ser relevados de sus puestos y sustituidos por militares comunistas (al parecer sería el coronel Juan Modesto Guilloto procedente de las milicias y jefe del ejército republicano de la batalla del Ebro quien sustituiría a Casado al frente del Ejército del Centro). Pero Casado y Matallana, que ocuparían otros cargos en el alto mando del Ejército republicano pero sin mando directo de tropas, se negaron a aceptar esos cambios y nombramientos (el propio Casado rehusó el ascenso a general ofrecido por el presidente Negrín) y abandonaron la "Posición Yuste" en Petrel para dirigirse a Valencia, donde se entrevistaron con los generales Miaja y Menéndez, con quienes discutieron ampliamente "para la eliminación del gobierno, tomando el acuerdo de no demorar demasiado su ejecución, evitando que nos ganara la mano Negrín con el Partido Comunista", según el testimonio posterior del propio Casado. "En la noche del día 2 llegué a Madrid decidido a no perder el tiempo", escribió.
Casado estaba tan convencido de sus propósitos que abiertamente le habló de los mismos al día siguiente, 3 de marzo, al general Ignacio Hidalgo de Cisneros, a pesar de que era conocida su militancia comunista. "Sólo nosotros, los generales, podemos librar a España de la guerra", le dijo Casado, y añadió a continuación: "Le doy mi palabra de que puedo conseguir de Franco mejores condiciones de las que pueda conseguir Negrín. Incluso puedo asegurarle que respetarán nuestra graduación" (como un nuevo abrazo de Vergara). Hidalgo de Cisneros comunicó inmediatamente lo que le había dicho Casado al presidente Negrín que se encontraba en la Posición Yuste en Petrel.
La reacción de Negrín fue enviar un avión a Madrid a las 10 de la mañana del sábado 4 de marzo para que recogiera al coronel Casado y este se presentara inmediatamente ante él. Como Casado no tomó ese avión a las 12 Negrín indignado le llamó por teléfono pero aquel siguió negándose a acudir a la Posición Yuste. Poco después Casado se reunió en su domicilio particular con el teniente coronel anarquista Cipriano Mera y con el jefe del Estado Mayor del Ejército del Centro para ultimar la planificación logística de la sublevación. A las 13'30 horas el coronel Casado comunicaba a Julián Besteiro, el líder de la trama política del golpe, y al resto de partidos y sindicatos que le apoyaban que estuvieran preparados para las 20 horas del día siguiente (también previno al comandante militar de Madrid, el general Toribio Martínez Cabrera, al jefe del SIM y al director general de Seguridad). A las 15'30 horas Casado se reunía en el gobierno civil con los ministros del gobierno de Negrín que se encontraban en Madrid para decirles que no iba coger el avión que de nuevo había enviado el presidente del gobierno y que iba a llevarles a la Posición Yuste. Así una hora después salía del aeródromo de Barajas el avión con los ministros pero sin Casado con destino al aeródromo de Monóvar que era el más cercano a la sede del Gobierno. Negrín volvió a llamar por teléfono a Casado pero volvió a encontrarse con la misma negativa.
En la mañana del domingo 5 de marzo Negrín ordenó a los generales Miaja y Matallana, que se encontraban en Valencia, que se presentaran ante él en la Posición Yuste, pero solo acudió Matallana que fue inmediatamente detenido, aunque sería puesto en libertad más tarde.
A las siete de la tarde de ese domingo 5 de marzo de 1939, comenzaba el golpe de Casado en Madrid. En sus memorias el coronel Casado justificó el golpe como la respuesta a un supuesto complot comunista para hacerse con el poder una de cuyas "pruebas" serían los nombramientos que habría hecho el presidente Negrín de militares comunistas para que ocuparan la cúpula del Ejército Popular de la República. Sin embargo, cuando posteriormente un investigador encontró los ejemplares de los diarios oficiales del Ministerio de Defensa del 3 y 4 de marzo de 1939 en el Archivo del Ministerio de Asuntos Exteriores de España se demostró que las afirmaciones de Casado eran completamente falsas. Lo que aparecía en ellos era el ascenso al grado de general de los coroneles de filiación comunista Juan Modesto Guilloto y Enrique Líster pero a ninguno de los dos se les concedía ningún mando; el nombramiento del también comunista Antonio Cordón García como secretario general del Ministerio de Defensa; el cese de José Miaja como jefe supremo del Ejército, cuyo mando directo lo asumía personalmente el ministro de Defensa, es decir, el propio Negrín (Miaja pasaba a ser solo inspector general de los Ejércitos de Mar, Tierra y Aire), y el del general Matallana cuyas funciones también asumía personalmente Negrín (Matallana era nombrado jefe interino del Estado Mayor). El único nombramiento de un militar comunista con mando sobre tropas fue el del teniente coronel Francisco Galán Rodríguez, nuevo jefe de la base naval de Cartagena en sustitución del general Carlos Bernal. Los jefes de los cuatro Ejércitos operativos de las tropas republicanas (Levante, Extremadura, Andalucía y Centro), incluido el propio Casado, permanecieron en sus puestos.

## El golpe

### El prólogo: la sublevación de Cartagena y la huida de la flota republicana

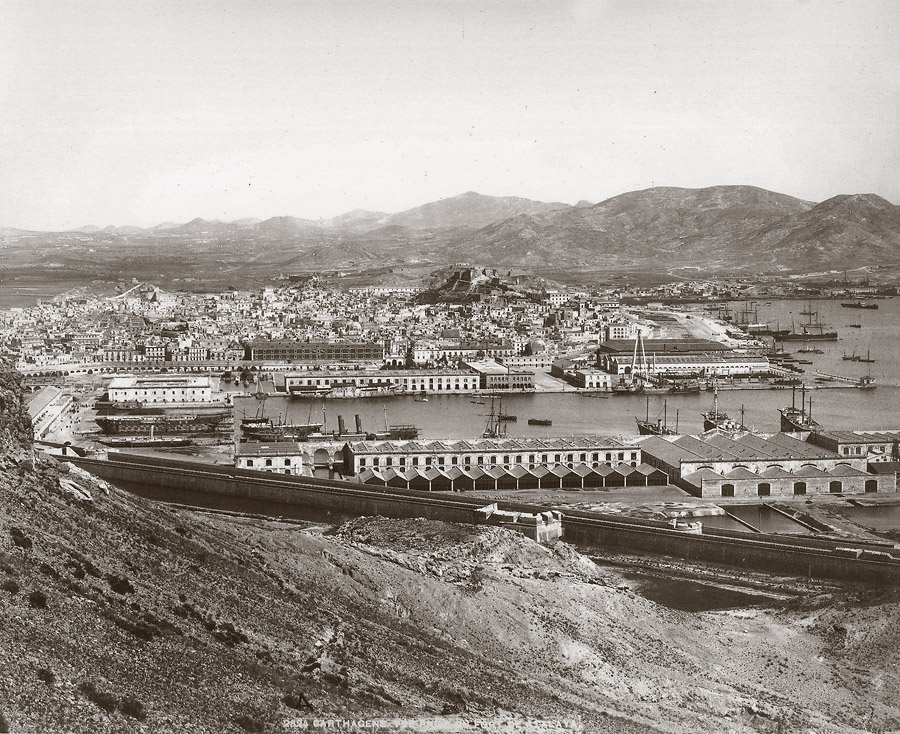
Cartagena y su base naval hacia 1900.

El jueves 2 de marzo de 1939 el comandante de la Flota republicana, el almirante Miguel Buiza, que estaba implicado en la conjura del coronel Casado (y también había participado en la reunión de los altos mandos militares republicanos con Negrín en la base de Los Llanos), convocó en Cartagena a los mandos y a los comisarios de la flota para informarles de la inminente constitución del Consejo Nacional de Defensa que iba a sustituir por la fuerza al gobierno. Pero Negrín, que tenía conocimiento a través del SIM de la existencia de la conjura, ese mismo día 2 había nombrado al coronel Francisco Galán (un veterano militante comunista que había combatido en la campaña de Cataluña) nuevo jefe de la base naval de Cartagena en sustitución del general Carlos Bernal. El nombramiento iba a aparecer en el Diario del Ministerio de Defensa al día siguiente, 3 de marzo, y para explicar a los mandos de la Base y de la Flota el nombramiento y que la resistencia era todavía posible, Negrín envió desde la "Posición Yuste" a Cartagena a su ministro de la Gobernación, Paulino Gómez, ese mismo viernes 3 de marzo, aunque tuvo que volverse sin haber conseguido su propósito debido a la hostilidad con que le recibieron parte de los militares y marinos con los que se reunió. Por eso Negrín decidió que la 206.ª Brigada Mixta, con base en Buñol (Valencia) y bajo el mando del comandante Artemio Precioso Ugarte, acompañaría a Galán a tomar posesión de su nuevo destino, como jefe de la base naval de Cartagena. No sustituyó también al almirante Buiza porque no pudo encontrar ningún marino de alta graduación que fuera favorable a la política de resistencia.
Pero en Cartagena además de la de los militares y marinos republicanos "casadistas" estaba organizada otra conjura dirigida por militares y civiles vinculados a la quinta columna franquista (que en Cartagena estaba formada por más de doscientas personas, en su mayoría miembros de las fuerzas armadas y de las de orden público, además de profesionales de las clases medias) que lo que pretendían era entregar la base y la flota al Generalísimo Franco. Este grupo "profranquista", que estaba encabezado por el teniente de navío habilitado como capitán de navío Fernando Oliva, jefe del Estado Mayor de la Base, fue el que inició la sublevación de Cartagena tras detener hacia las diez de la noche del sábado 4 de marzo al coronel Fernando Galán (otras fuentes afirman que la detención se produjo hacia las doce de la noche) que acababa de tomar el relevo del general Carlos Bernal (Galán había ordenado a la Brigada 206 que se quedara a las afueras de Cartagena, concretamente en el pueblo de Los Dolores, a la espera de instrucciones suyas). Hacia las 12 de la noche se alzaron los regimientos de artillería y de infantería naval, a las órdenes del coronel Gerardo Armentia (quien mandó que fueran puestos en libertad una treintena de jefes y oficiales "profranquistas" que se hallaban detenidos y que así se unieron a la rebelión), mientras el teniente coronel Arturo Espá se apoderaba de las baterías de costa. En esa madrugada del sábado al domingo la emisora Flota republicana comunicaba que la ciudad de Cartagena "estaba a las órdenes del Generalísimo" y, después de proclamar el lema falangista y franquista "Arriba España", comenzó a emitir canciones del bando sublevado (y en algunos edificios aparecieron banderas rojigualdas).
Las fuerzas franquistas que se habían apoderado de la base naval de Cartagena lanzaron un ultimátum a la flota republicana allí amarrada: si no zarpaba antes de las 12.30 horas sería cañoneada por las baterías de costa. Los oficiales de los barcos muy excitados se reunieron en el buque insignia el crucero Miguel de Cervantes con el almirante Buiza y con el comisario general de la escuadra, el socialista Bruno Alonso, (reunión a la que también asistieron el coronel Galán y el enviado de Negrín Antonio Ruiz que insistieron en los deseos del presidente del gobierno de que no hubiera derramamiento de sangre) y decidieron abandonar Cartagena de cuyo puerto zarparon poco antes de que se cumpliera el plazo (a bordo solo iban unos setecientos refugiados civiles y militares). Así Cartagena a mediodía del domingo 5 de marzo había quedado en poder de los partidarios de Franco y la flota ya no se encontraba allí, lo que se comunicó a las 14,20 horas en un radiograma al gobierno de Burgos:

S.B.D. de Cartagena a Burgos. Viva España. Arriba España. El general Barrionuevo al Generalísimo Ejército Español. Me hago cargo en nombre V.E. y ejército mando plaza de Cartagena. Tropas guarnición, ejército y marina están sumadas ejército salvador patria. Escuadra abandonó puerto rumbo desconocido

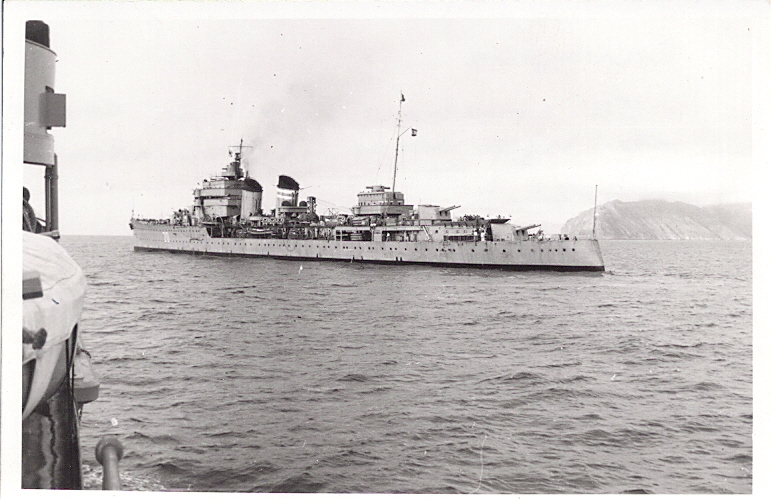
Crucero ligero Miguel de Cervantes, buque insignia de la flota republicana

Mientras se luchaba en Cartagena por el control de la Base, la flota republicana seguía en alta mar. A las 2 de la madrugada del lunes 6 de marzo se recibían varios radiogramas con la noticia de que el golpe de Casado había triunfado y de que se había constituido en Madrid el Consejo Nacional de Defensa. Se produjo entonces gran confusión entre los oficiales de los barcos que aumentó cuando a las 4,20 horas desde la estación de Portman, en las cercanías de Cartagena, se ordenó en nombre del gobierno de Negrín que la flota retornara a su base. Lo que el almirante Buiza no dijo a nadie es que hacía dos horas que ya había recibido la orden de Negrín de retornar a la base mediante un radiograma que decía: "Ministro de Defensa Nacional a jefe Flota: Dominada situación creada en Cartagena [a esa hora la Brigada 266 ya se había apoderado del centro de Cartagena e iniciaba el ataque al Parque de Artillería y al Arsenal], dispongan que Flota se reintegre a su base".
Buiza, tras decidir ir a Bizerta, encareció "a todos los buques que, dado el próximo fondeo en un puerto extranjero, se mantenga por las dotaciones de los mismos un perfecto estado de disciplina, uniformidad y corrección". Al principio de la tarde del martes 7, cuando la sublevación "profranquista" de Cartagena hacía horas que había sido completamente sofocada, la flota republicana, bajo control francés, fondeaba en la bahía tunecina de Bizerta. Nada más llegar las autoridades francesas les dijeron que los barcos serían entregados inmediatamente a Franco.
Como manifestó un alférez de navío "profranquista" el objetivo de la sublevación de Cartagena había sido "hacer salir a la Flota" y eso se había conseguido:

Nosotros habíamos recibido una consigna de Franco: hacer salir a la Flota. Desde el momento en que se había ido, aunque el movimiento [en la base naval] sea sofocado, no nos importa. Hemos logrado lo que nos proponíamos; dejar a la República sin su último baluarte de resistencia

La pérdida de la flota fue un durísimo golpe humano y político para Negrín. "No en vano, se quedaba sin el instrumento bélico que habría podido asegurar una evacuación mínimamente ordenada y segura de la población civil que pudiera embarcar en buques mercantes camino del exilio". A las 3 de la madrugada del domingo 5 de marzo el comisario general del Ejército, el comunista Jesús Hernández, fue a visitarlo y lo encontró "desastrado" y "muy fatigado" pero también decidido a no desencadenar una guerra civil dentro del bando republicano. Según escribió Hernández en sus memorias Negrín le dijo:

Cuando decidí trasladarme a la zona centro-sur tenía la impresión de que habría un 90% de probabilidades de dejar la piel aquí, pero ahora ese porcentaje se eleva al 99%... Aquí ya no nos queda nada que hacer. Yo no quiero presidir una nueva guerra civil entre antifranquistas... Ya han comenzado las sublevaciones. Ahora ha sido Cartagena... y la Escuadra; mañana será Madrid o Valencia; ¿qué podremos hacer? ¿aplastarlas? No creo que valga la pena, la guerra está definitivamente perdida. ¿Que quieren ser otros los que negocien la paz? No me opondré

### La ejecución del golpe y la constitución del Consejo Nacional de Defensa
Entre las 7 y las 8 de la tarde del domingo 5 de marzo de 1939 se reunían en el edificio del Ministerio de Hacienda de la calle Alcalá de Madrid el coronel Casado y los conjurados en el golpe de Estado: militares que estaban convencidos de que "sería más fácil liquidar la guerra a través de un entendimiento entre militares", los representantes de los partidos políticos (Izquierda Republicana, Unión Republicana, el Partido Sindicalista y el sector "antinegrinista" del PSOE) y de las organizaciones sindicales anarquistas y socialistas comprometidas (UGT y CNT-FAI), y el socialista Julián Besteiro que acudía a título personal pero que era la cabeza de la parte civil de la conspiración. En las horas siguientes unidades militares y de orden público en su mayoría de tendencia socialista junto con la 70.ª brigada anarquista del IV Cuerpo de Ejército de Cipriano Mera ocuparon los puntos estratégicos de la capital (los palacios de Buenavista, Comunicaciones y Gobernación; la Dirección General de Seguridad, el Banco de España, la Telefónica, las estaciones de radio, etc.). La 65.ª División, mandada por el socialista Gutiérrez de Miguel, y la 2.ª División de Asalto, mandada por el también socialista Piñeroa, ambas de la Reserva del Ejército del Centro, se desplegaron por la capital, situando la primera su cuartel general en los edificios de los Nuevos Ministerios en el Paseo de la Castellana. También colaboraron en el golpe las fuerzas del SIM al mando del socialista Ángel Pedrero que detuvieron a muchos mandos comunistas de las diferentes divisiones y brigadas. Por último Casado consiguió la adhesión al golpe del coronel Camacho, Jefe de las fuerzas aéreas de la zona Centro-Sur.
Controlada la capital por las fuerzas "casadistas", hacia las doce de la noche de ese mismo domingo 5 de marzo el coronel Casado y Julián Besteiro se dirigieron por radio a la "España antifascista", leyendo sendos manifiestos en los que justificaban el golpe que acababan de dar contra el gobierno de Negrín. En el manifiesto principal del Consejo Nacional de Defensa se insistía en la "carencia de base jurídica del gobierno" y en su alocución Besteiro recalcó la ilegitimidad del gobierno de Negrín al estar vacante la Presidencia de la República por la renuncia de Manuel Azaña.
Por la mañana del 6 de marzo todos los partidos políticos y organizaciones del Frente Popular, excepto el Partido Comunista de España, hicieron públicos en Madrid manifiestos y declaraciones en los que prestaban su apoyo al golpe, tal como habían pactado semanas antes. Asimismo quedó constituido oficialmente el Consejo Nacional de Defensa presidido por el general José Miaja aunque los dos hombres fuertes del mismo eran el propio Casado que se reservó para sí mismo la Consejería de Defensa y Julián Besteiro que ocupó la de Estado. El resto de las consejerías, "con un valor más simbólico que real", fueron ocupadas por dos republicanos (Miguel San Andrés de Izquierda Republicana y José del Río de Unión Republicana), dos socialistas (Wenceslao Carrillo del PSOE y Antonio Pérez García de UGT) y dos anarquistas de la CNT (Manuel González Marín y Eduardo Val).

### La salida de España del gobierno de Negrín
Negrín había pasado toda la noche del sábado 4 al domingo 5 prácticamente sin dormir dando órdenes para intentar acabar con la sublevación de Cartagena. En la madrugada siguiente del domingo 5 al lunes 6 tuvo que enfrentarse a nueva sublevación cuando se confirmó el golpe del coronel Casado contra el gobierno y se produjo el anuncio de la formación del Consejo Nacional de Defensa (CND). La noticia la recibió Negrín cuando estaba cenando en la Posición Yuste en Petrel (Alicante), con los ministros y con los generales Cordón y Matallana, después de haber celebrado una reunión del gabinete en la que se había preparado el discurso radiofónico que iba a pronunciar al día siguiente Negrín anunciando una resistencia escalonada hacia los puertos de Levante para conseguir la evacuación de la mayor cantidad de población comprometida posible. La noticia se la dio el general Matallana que recibió la llamada del coronel Casado desde Madrid y Negrín cogió el teléfono a continuación para decirle a Casado: "Queda usted destituido". Casado le respondió: "Mire usted, Negrín, eso ya no importa. Ustedes ya no son Gobierno, ni tienen fuerza ni prestigio para sostenerse y menos para detenernos... La suerte está echada y ya no retrocedo".
El general Cordón, por orden de Negrín, contactó inmediatamente con los jefes de los Ejércitos de la República pero solo se mostraron plenamente leales el coronel Escobar, del de Extremadura, y el coronel Moriones, del de Andalucía. Los demás se habían puesto a las órdenes del coronel Casado y del CND, incluido el general Menéndez, jefe del Ejército de Levante, que era quien tenía la jurisdicción militar sobre Alicante, lo que hacía muy difícil que el gobierno pudiera resistir ya que solo contaba con unos ochenta soldados para defender la Posición Yuste. Además Negrín se mostró en todo momento contrario a iniciar una lucha abierta y, como le dijo al general Hidalgo de Cisneros: "Nuestra tarea ahora es intentar ganar tiempo. Evitar la lucha con Casado por todos los medios". Así fue como varios ministros contactaron con Casado (y con Besteiro) ofreciéndole en nombre de Negrín una transmisión ordenada de poderes que evitase enfrentamientos posteriores, pero Casado también rehusó porque consideraba al gobierno de Negrín "ilegal". "El golpe militar se había consumado".
"Negrín, al igual que sus ministros, acabaron por reconocer lo inevitable: sin fuerzas para oponerse al golpe y sin voluntad de lucha para iniciar una guerra intestina, nada había que hacer excepto salir de España. Según el testimonio del doctor Vega Díaz, allí presente, Negrín comunicó su decisión con un gesto de tristeza y con voz algo afónica y entrecortada: Todos estamos preparados, ¿no? Pues ni una duda más. Vámonos".
Mientras los ministros se dirigían al aeródromo de Monóvar, Negrín, acompañado de los generales Hidalgo de Cisneros y Cordón, se dirigió a la cercana Posición Dakar, en Elda, sede de la dirección del PCE, para desde allí radiar un último intento para proceder a un traspaso de poderes que evitara la quiebra constitucional. El texto que envió al coronel Casado fue el siguiente:

En aras de los intereses sagrados de España debemos todos deponer las armas y si queremos estrechar las manos de nuestros adversarios, estamos obligados a evitar toda sangrienta contienda entre quienes hemos sido hermanos de armas. En su virtud, el Gobierno se dirige a la Junta constituida en Madrid [el CND] y le propone designe una o más personas que puedan amistosa y patrióticamente zanjar las diferencias. Le interesa al Gobierno, porque le interesa a España, que en cualquier caso toda eventual transferencia de poderes se haga de una manera normal y constitucional. Solamente de esta manera se podrá mantener enaltecida y prestigiada la causa por que hemos luchado. Y sólo así podremos en el orden internacional conservar las ventajas que nuestras escasas relaciones aún nos preservan. Seguros de que al invocar el sentimiento de españoles de esa Junta prestará oído y atención a nuestra demanda, le saluda. Negrín

Negrín esperó en la Posición Dakar hasta el mediodía del lunes 6 de marzo, pero como no obtuvo respuesta de Casado se dirigió al aeródromo de Monóvar donde se encontraban ya los ministros, después de conocer que se estaban produciendo detenciones de militantes comunistas en las zonas leales a Casado y que la guarnición de Alicante también se había decantado por los golpistas. Poco después de las dos y media de la tarde tres aviones Douglas de la compañía LAPE partían hacia Francia con destino a Toulouse, llevando a bordo al último gobierno constitucional de la Segunda República Española.

### La resistencia comunista: la "pequeña guerra civil" de Madrid
Nada más oír la alocución radiada de Casado y Besteiro de las doce de la noche del domingo 5 de marzo, la comisión político-militar del Partido Comunista de España en Madrid se reunió en "Villa Eloísa" en la Ciudad Lineal, en la madrugada del lunes 6 para poner en marcha el plan militar que había elaborado, sin que fuera conocido por la dirección nacional del PCE que ya se encontraba fuera de la capital, cuando tuvo noticias de que "Casado y algunos elementos de distintos partidos preparan un golpe reaccionario contra el Gobierno y contra el Partido [Comunista] para entregar Madrid a Franco", según se explicó en un informe posterior.
El peso de la operación del contragolpe comunista recayó inicialmente en Guillermo Ascanio, jefe de la 8.ª División que se hallaba desplegada en el frente en la zona del El Pardo y que estaba encuadrada en el II Cuerpo de Ejército, que mandaba el coronel Emilio Bueno y Núñez de Prado, también de filiación comunista, pero que alegó la obediencia debida a su superior, el coronel Casado, para mantenerse al margen. El plan de Ascanio era avanzar sobre Madrid a través del Hospital del Rey para ocupar los Nuevos Ministerios y después siguiendo el Paseo de la Castellana llegar al centro de la capital. El ataque de las fuerzas de Ascanio a los Nuevos Ministerios, defendidos por la 112.ª Brigada de la 65.ª División fiel a Casado, se inició al amanecer del martes 6 y poco después ocupaban la mayoría de las edificaciones, salvo el lateral de la calle Ríos Rosas. Al mediodía otras brigadas de la 8.ª División procedentes de la sierra ocupaban Chamartín y a media tarde la Ciudad Lineal donde se encontraba el Estado Mayor del II Cuerpo de Ejército, lo que obligó a su comandante el coronel Emilio Bueno y Núñez de Prado se sumarse al contragolpe anticasadista. Por la noche llegaron a la Posición Jaca, sede del Estado Mayor del Ejército del Centro donde apresaron entre otros militares a tres ayudantes de Casado —los coroneles Joaquín Otero Ferrer, José Pérez Gazzolo y Arnoldo Fernández Urbano, que luego fueron ejecutados por un grupo de comunistas sin conocimiento de sus superiores—, pero no encontraron a Casado que había instalado su puesto de mando en los sótanos del edificio del Ministerio de Hacienda en la calle Alcalá. Estas operaciones militares del martes 6 de marzo fueron el inicio de la llamada "pequeña guerra civil" de Madrid que duró una semana, hasta el martes 12 de marzo de 1939.
Fuera de Madrid la situación era completamente distinta porque el Partido Comunista de España no había preparado ningún plan para hacer frente a la sublevación de Casado y cuando se conoció la noticia se produjo un enorme desconcierto entre la dirección nacional del PCE. Tras una tensa noche, a las 9 de la mañana del lunes 6, cuando en Madrid se producían los primeros combates entre las fuerzas "casadistas" y las comunistas, se reunieron en la sede del partido comunista en Murcia Pedro Checa, Manuel Delicado y el delegado del Komintern Palmiro Togliatti y desde allí se pusieron en contacto con Negrín en la Posición Yuste a quien pidieron que hablara con Casado para intentar llegar a un acuerdo que limitara el riesgo de una guerra civil dentro del bando republicano, algo que ya había intentado Negrín en la madrugada sin éxito. Esa misma mañana les llegaron las noticias de que los mandos comunistas del Ejército de Levante al mando del general Menéndez, cuya jefatura estaba en Valencia, o habían sido detenidos o se habían alineado junto a su jefe que se había adherido, aunque con matices, al golpe de Casado. Asimismo que Alicante y Albacete también estaban en manos de los "casadistas". Más tarde supieron que el gobierno de Negrín había abandonado España con destino a Toulouse para evitar se apresados por las fuerzas "casadistas". "La noticia cayó como un mazazo".
Ante el riesgo de que las fuerzas que había enviado Casado a Elda coparan a la dirección comunista, se reunió por la noche el comité central del PCE en el aeródromo de Monóvar, cercano a Elda, y allí decidió que los dirigentes y los mandos militares comunistas abandonaran España, como ya había hecho Negrín y sus ministros. Togliatti, Checa y Fernando Claudín, como representante de las Juventudes Socialistas Unificadas (JSU), se quedarían para organizar el partido "en condiciones de semilegalidad o ilegalidad" y tomar "las medidas necesarias para la evacuación de los cuadros del partido". Desconociendo que en Madrid se había iniciado la resistencia armada al golpe por parte de los comunistas de la capital, a las tres de la madrugada del martes 7 de marzo despegaban del aeródromo de Monóvar tres aviones, con destino a Toulouse dos de ellos y un tercero con destino a Argelia, llevando a bordo a los dirigentes comunistas. Poco después Togliatti, Checa y Claudín eran detenidos por las fuerzas casadistas que los trasladaron a Albacete.
En Madrid a lo largo del martes 7 y del miércoles 8 de marzo pareció que la "pequeña guerra civil" se estaba decantando en favor de las fuerzas comunistas gracias sobre todo a que el coronel Luis Barceló Jover, jefe del I Cuerpo de Ejército, cedió ante la presión de los comunistas (especialmente a la de Ascanio, comandante de la 8.ª División) y se sumó al contragolpe anticasadista, y también gracias a que por fin se incorporó la 42.ª Brigada Mixta al mando del comunista José Sánchez (que en el plan comunista era considerada la de fidelidad más segura) que abandonó sus posiciones en el frente de la Casa de Campo al amanecer del día 8 para dirigirse al centro de la ciudad y ocupar sin encontrar apenas resistencia el Palacio Real, donde se encontraba la central telefónica del Ejército, y el Teatro Real, uno de los más importantes depósitos de armas y municiones de la capital. En la tarde del día 8 la 42.ª Brigada de Sánchez y las brigadas de la 8.ª División de Ascanio confluyeron en la calle Serrano para dirigirse conjuntamente hacia el centro de mando de Casado, situado en los sótanos de Ministerio de Hacienda de la calle Alcalá. Así pues, en la noche del día 8 la situación de Casado y del Consejo Nacional de Defensa parecía insostenible.
Pero a partir de la madrugada del jueves 9 de marzo la situación cambió a favor de los "casadistas" porque las brigadas del IV Cuerpo de Ejército al mando del anarquista Cipriano Mera, que era la unidad militar más importante con que contaban los casadistas, se empezaron a movilizar desde el frente de Guadalajara hacia Madrid y, sobre todo, porque la desmoralización comenzó a cundir entre las filas comunistas cuando supieron que el golpe de Casado había triunfado en toda España y Madrid era el único lugar donde se combatía, y que el gobierno de Negrín y la dirección comunista hacía tres días que había marchado al exilio, con lo que desaparecía la razón principal del contragolpe: el restablecimiento de la legalidad de un gobierno que ya no existía. La confusión y desmoralización de los comunistas madrileños aumentó aún más cuando llegaron a Villa Eloísa dos emisarios de Pedro Checa que, hablando en nombre del Buró Político del partido, les señalaron la conveniencia de cesar la lucha en Madrid y de preparar al partido para la evacuación y su paso a la clandestinidad, lo que podía ser interpretado como una desautorización de la dirección madrileña del partido (encabezada por Isidoro Diéguez que quedó impresionado). Además casi al mismo se presentó también en Villa Eloísa el coronel Ortega con una oferta de Casado para un cese el fuego y la apertura de negociaciones que entraría en vigor a las 8 de la mañana del día siguiente.
En la mañana del jueves 9 de marzo un representante comunista acompañado por el coronel Ortega se entrevistó con Casado en el Ministerio de Hacienda, donde nada más llegar se enteró de la huida de la flota republicana en dirección a Bizerta (en el Protectorado francés de Túnez), pero no consiguieron llegar a ningún acuerdo por lo que los enfrentamientos continuaron, aunque ahora la iniciativa y la moral de victoria había pasado al campo "casadista" que contó con la inesperada colaboración del ejército franquista que, primero, no atacó a las unidades del Ejército de Levante y del XVII Cuerpo de Reserva cuando cruzaron el puente de Arganda, enfilado por la artillería franquista, en su marcha hacia Madrid desde el este para acabar con el contragolpe comunista, y después, lanzó una ofensiva limitada por la Casa de Campo, lo que obligó a las Brigadas 42.ª y 44.ª comunistas a recuperar sus posiciones y levantar el sitio del Ministerio de Hacienda donde se encontraba Casado, lo que permitió a este organizar el contraataque de las fuerzas del IV Cuerpo de Ejército del anarquista Cipriano Mera.
El 11 de marzo varias brigadas del IV Cuerpo de Ejército comandadas por el anarquista Liberino González lanzaron una ofensiva en la capital que tras duros combates obligó a los comunistas a replegar sus unidades a sus puntos de origen en la sierra, El Pardo y la Casa de Campo, para lo que tuvieron que reconquistar Fuencarral que había sido ocupada por las fuerzas del IV Ejército. Los pequeños grupos de combatientes que quedaron aislados dentro de la ciudad se concentraron en los Nuevos Ministerios, que se convirtió en el último reducto de la resistencia comunista en Madrid. A las 19'45 horas de ese día los agentes franquistas comunicaban a Burgos: "Casado y Matallana... aseguran tener dominada situación y que después harán lo que Franco quiera emocionados caballerosidad nacional no aceptar rendición brigada y no ocupar trincheras abandonadas". En la noche del día siguiente, 12 de marzo, a través de la mediación del coronel Ortega Gutiérrez (jefe del III Cuerpo de Ejército), se alcanzó un acuerdo para poner fin a los combates: que no hubiera represalias, que hubiera canje de prisioneros y que los mandos continuaran en sus puestos.
Sin embargo el coronel Casado no respetó el acuerdo, a diferencia de lo ocurrido en otras ciudades republicanas en las que los pactos permitieron la reincorporación de los comunistas a la vida política, alegando que los comunistas habían asesinado en los montes de El Pardo a tres coroneles de su Estado Mayor (Joaquín Otero Ferrer, José Pérez Gazzolo y Arnoldo Fernández) a los que "se les había dado el paseo", aunque al parecer "su muerte se debió a una acción aislada, no ejecutada bajo órdenes precisas y desarrollada en un ambiente de desesperación en los últimos momentos de los enfrentamientos por los rumores que llegaban a El Pardo de ajustes de cuentas en las calles de Madrid". La primera víctima de Casado fue el coronel Luis Barceló Jover, jefe del I Cuerpo de Ejército que fue juzgado por "rebelión militar" y fusilado, aunque al principio se negó a encabezar el contragolpe "y sólo bajo fuertes presiones acabó por adherirse, aunque de una forma más nominal que efectiva". El resto de dirigentes comunistas, excepto Isidoro Diéguez y Jacinto Barrios, que se escondieron, y de jefes militares que habían apoyado la resistencia al golpe de Casado fueron también detenidos, "pero no se les juzgó por falta material de tiempo".
Esta actitud de Casado contrasta con la que mantuvo el general Leopoldo Menéndez López, jefe del Ejército de Levante, en Valencia, la segunda ciudad en importancia de lo que quedaba de zona republicana y donde se vivía una situación parecida a la de Madrid: una ciudad sitiada al tener el frente a menos de treinta kilómetros de distancia y una ciudad donde la quinta columna franquista estaba muy bien organizada. Pero el general Menéndez no compartía el visceral anticomunismo de Casado y a diferencia de este pensaba que tras la consolidación del golpe había que reincorporar a los comunistas al Frente Popular, porque estaba convencido de que la unidad del Ejército y del Frente Popular eran condiciones imprescindibles para lograr una "paz honrosa" con el enemigo. Por eso el general Menéndez primero actuó rápidamente para que el XXII Cuerpo de Ejército, que era la unidad del Ejército de Levante más fiel a los comunistas, mantuviera una actitud pasiva ante el golpe. Y luego adoptó una actitud prudente y conciliadora respecto de los comunistas, que cuando llegaron las noticias en la tarde del 6 de marzo y en la mañana del 7 de que el gobierno Negrín y la dirección del PCE había abandonado España, desistieron de emprender ninguna acción en contra del Consejo Nacional de Defensa de Casado. En un manifiesto que no llegó a publicarse (porque la policía había ocupado la imprenta del partido, y el periódico comunista Verdad no pudo salir a la calle) se decía: "No estamos contra la Junta, sino contra la política de la Junta". Esto facilitó la labor de conciliación del general Menéndez que, a cambio de la aceptación del nuevo poder por los comunistas, puso en libertad a los dirigentes y militantes detenidos, repuso en sus puestos a los mandos militares de filiación comunista, permitió a los comunistas reabrir sus sedes, incluida la del Comité Provincial que se encontraba en la Plaza Roja -actual Plaza de Tetuán- y volver a editar el diario Verdad, y todo ello a pesar de la oposición a estas medidas de la CNT y del sector caballerista del PSOE y la UGT. Para esta tarea de restauración de la unidad del Frente Popular el general Menéndez pudo contar con el exministro Julio Just y con el doctor Juan Peset Aleixandre, rector de la Universidad de Valencia y diputado a Cortes, que consiguieron que los partidos republicanos aceptaran la vuelta de los comunistas al Frente Popular, y con José Rodríguez Vega, secretario general de UGT, que consiguió que reingresaran en el sindicato, del que habían sido expulsados por el sector socialista "caballerista". Para el restablecimiento de la unidad del Ejército de Levante Menéndez contó con la inestimable colaboración de los coroneles Juan Ibarrola y Federico de La Iglesia.
No hay acuerdo entre los historiadores sobre el número de víctimas mortales de la "pequeña guerra civil" de Madrid pues mientras Julián Casanova asegura que fueron casi 2000 combatientes de ambos bandos los que murieron, Ángel Bahamonde y Javier Cervera Gil afirman que "el saldo aproximado fue de 20 000 muertos". En 2012, el libro de Manuel Aguilera "Compañeros y Camaradas" reveló la cifra de muertos en la batalla según el registro civil de Madrid: 243.
El 13 de marzo el diario "casadista" Heraldo de Madrid justificó el golpe de Casado y sacó las consecuencias de la victoria sobre los comunistas:

¿cuál era el fin primordial -en apariencia al menos- del eje Roma-Berlín? Extirpar la planta comunista del suelo europeo. ¿Qué motivo han invocado Italia y Alemania para su intervención en la guerra de España? Impedir la aclimatación de esa planta en nuestra tierra. Ahora bien: la República española se ha adelantado por sí misma, sin auxilio alguno a este afán. ¿Cómo, pues, podrán, en lo sucesivo, justificar las potencias totalitarias en [sic] una lucha que a nosotros solamente afecta? No leguemos a los que han de suceder a la nuestra, tan atormentada, el solo recuerdo de nuestra gran tragedia. Pongamos a ésta el epílogo de una paz española...

## Consecuencias: el desplome de la República

### Las "negociaciones" con elGeneralísimoFranco
Los que habían apoyado el golpe de Casado depositaron una confianza, a veces ingenua, en que tras la desaparición de Negrín y los comunistas sería posible alcanzar una "paz honorable" con el enemigo. De estas exageradas expectativas sobre el resultado de las "negociaciones" con el Generalísimo Franco es buena muestra lo que le comentó el 11 de marzo Julián Besteiro al gobernador civil de Murcia, el también socialista Eustaquio Cañas:

Mire usted, Cañas, los hombres que tenemos una responsabilidad, sobre todo en la organización sindical, no podemos abandonar ésta. Tengo la seguridad de que casi nada va a ocurrir. Esperemos los acontecimientos, y quizás podamos reconstruir una UGT, de carácter más moderado; algo así como las Trade-Unions inglesas. Quédese usted en su puesto de gobernador, que todo se arreglará, yo se lo aseguro

Una vez sofocada completamente la resistencia comunista en Madrid, el Coronel Casado comunicó el 12 de marzo al gobierno de Burgos a través de la quinta columna que él mismo y el general Matallana querían acudir a la capital de la "España Nacional" para negociar los términos de la paz partiendo de las llamadas "Concesiones del Generalísimo" que los agentes franquistas le habían entregado a Casado un mes antes de que este diera el golpe de Estado. Mientras se esperaba la respuesta, Julián Besteiro se dirigía por radio a los madrileños el 18 de marzo a las 11 de la noche para explicarles lo que había hecho hasta entonces el Consejo Nacional de Defensa y para leerles el comunicado que había enviado al "Gobierno Nacionalista", que es como denominaban ahora los "casadistas" al gobierno franquista de Burgos:

La necesidad de sofocar el pasado levantamiento comunista y los cuidados conducentes a prevenir la repetición de semejantes contingencias no ha hecho olvidar un momento al Consejo Nacional de Defensa, lo que constituye su misión y la verdadera razón de su existencia. (...) Es además nuestro deseo tener a la opinión debidamente informada del proceso de nuestra actuación para el logro de esa anhelada finalidad. En prueba de ello queremos poner en vuestro conocimiento los términos exactos de la comunicación que el Consejo de Defensa dirige al Gobierno Nacionalista (...) ese comunicado dice así: "Consejo Nacional de Defensa a Gobierno Nacionalista.- Ha llegado el momento de que este Consejo Nacional de Defensa se dedique por completo a su misión fundamental y, en consecuencia, se dirige a ese Gobierno para hacerle presente que estamos dispuestos a llevar a efecto negociaciones que nos aseguren una paz honrosa y que al mismo tiempo puedan evitar estériles efusiones de sangre. Esperamos su decisión"

Pero al día siguiente, 19 de marzo, llegó la respuesta del Generalísimo Franco en la que decía que no estaba dispuesto a que acudieran a Burgos los mandos superiores enemigos (nada, pues, de un trato de igual a igual) y además le recordaba a Casado que solo aceptaba la rendición sin condiciones (nada, pues, de una "paz honrosa"). Casado responde rebajando sus pretensiones y asegurando que solo desea que el gobierno de Burgos le aclare algunos puntos de las "Concesiones del Generalísimo" y acepta no ser él mismo, ni el general Matallana, sino dos subordinados suyos, el teniente coronel Antonio Garijo Hernández y el comandante Leopoldo Ortega Nieto, los que acudan a Burgos no para negociar sino para "tratar la entrega de la zona a cargo del Consejo". Y para mostrar su buena voluntad Casado toma medidas como suprimir la estrella de cinco puntas del uniforme del Ejército Popular Republicano o como disolver el servicio secreto militar, el SIM. El día 21 el cónsul británico en Valencia, Goodden, informaba a Londres que el coronel Casado se mostraba muy pesimista sobre las "negociaciones de paz" por lo que Goodden instaba a su gobierno a que presionara a Franco, pero la contestación que recibió fue que no tenía intención de intervenir en ningún caso.
Mientras tanto en las filas anarquistas, que con tanto entusiasmo habían apoyado a Casado y cuyas unidades militares habían sido decisivas para el triunfo del golpe, se empezaba a cuestionar la política de Casado porque para ellos "paz honrosa" no significaba otra cosa que una rendición incondicional y el 22 de marzo el Comité Ejecutivo del Movimiento Libertario (un organismo que agrupaba a los Comités Nacionales de la CNT, la FAI y las Juventudes Libertarias) lanzó un manfiesto advirtiendo que había que "continuar la guerra hasta ganar la paz" (aceptando así implícitamente la política de Negrín). Al mismo tiempo el Comité, que se había formado inicialmente para apoyar a Casado con vistas a "organizar la resistencia para conseguir la libertad y la independencia de nuestra patria", fue convirtiéndose "en un servicio de preparación para la evacuación y el paso a la clandestinidad".
La reunión de los dos enviados de Casado con los representantes de Franco (cuatro militares encabezados por el coronel de Estado Mayor, Luis Gonzalo Victoria), tiene lugar el 23 de marzo por la mañana en el aeródromo de Gamonal en Burgos. Ante la pretensión del teniente coronel Garijo de presentar un escrito con el título "temas a tratar" que incluía una serie de propuestas sobre la evacuación de personas y la entrega del Ejército Popular por zonas, el coronel franquista Luis Gonzalo le respondió que él "venía en representación de un ejército vencido" y que lo que tenía que hacer era cumplir las diez "normas para la entrega del Ejército rojo y ocupación total del territorio" que le había entregado nada más comenzar la reunión. Garijo sacó entonces el documento llamado "Concesiones del Generalísimo" que le fue entregado a Casado por los agentes franquistas el 5 de febrero e intentó que se le aclararan algunos puntos, pero el coronel Gonzalo le contestó que su poder se reducía a entregarles las normas de la rendición incondicional y nada más. Sin embargo Garijo insistió y se produjo una discusión entre los presentes pero Garijo no obtuvo ninguna garantía firme de que las "Concesiones" se fueran a cumplir. Después de la comida los representantes franquistas, que seguramente habían consultado con Franco, les comunicaron a los dos representantes republicanos, muy vagamente, que todo sería "favorable en sentido de clemencia". Inmediatamente el teniente coronel Garijo y el comandante Ortega regresaron a Madrid e informaron de la reunión a las once de la noche al Consejo Nacional de Defensa cuyo cuartel general se encontraba en los sótanos del Ministerio de Hacienda, haciéndoles entrega de las diez "Normas para la rendición del ejército enemigo y ocupación de su territorio". "Además, Garijo les hizo saber a los consejeros que los nacionales tenían interés en que todos ellos se expatriasen e incluso si lo necesitaban les proporcionarían un trimotor para ello".
Dos días después, el 25 de marzo, tenía lugar una segunda reunión en el aeródromo de Gamonal. El teniente coronel republicano Garijo volvió a pedir que se diera carácter oficial a las "Concesiones del Generalísimo" mediante un documento firmado por el propio Franco con el fin de que "el pueblo siga ofreciéndonos su confianza incondicional en toda esta zona" y garantizar así que "la entrega del territorio se hará en condiciones insospechadas, con un orden y una organización perfecta". Además Garijo volvió a insistir en la entrega del ejército republicano por zonas y a ritmo lento (la entrega de la aviación, por ejemplo, fijada para ese mismo día 25 en las 10 "Normas para la rendición" entregada por los franquistas, se posponía para el día 28). El coronel Gonzalo contactó entonces por teléfono con el Cuartel General del Generalísimo y la orden que recibió fue que los representantes franquistas dieran por concluida la reunión porque lo único que pretendían los emisarios de Madrid era "prolongar las conversaciones". Por su cuenta el coronel Casado había enviado una carta a "Su Excelencia el Generalísimo" por medio del servicio secreto franquista (SIMP) en la que le reiteraba la necesidad de confirmar oficialmente las "Concesiones". No recibió respuesta.
El Consejo Nacional de Defensa, cuando recibió el informe de la segunda reunión de Gamonal, se dispuso a cumplir rápidamente las 10 "Normas para la rendición" para evitar la temida ofensiva de las fuerzas de Franco y enseguida dio la orden para la entrega inmediata de la aviación republicana a los franquistas, pero la comunicación llegó tarde porque el Generalísimo Franco ya había dado la orden en la madrugada del día 26 de que se iniciara la ofensiva general en todos los frentes, lo que significaba que había dado por concluidas las "negociaciones" con Casado y el Consejo Nacional de Defensa. En un último intento desesperado para detener la ofensiva (en Frente del Sur los franquistas ya estaban atacando Pozoblanco y Ocaña) el coronel Casado envió a las 9,15 de la mañana el siguiente mensaje a Burgos, que no obtuvo respuesta:

Consejo Nacional de Defensa a Gobierno Nacionalista [sic].- Este Consejo [Nacional de Defensa] que ha puesto de su parte todo lo humanamente posible en beneficio de la paz con asistencia incondicional del pueblo reitera a ese Gobierno que la reacción que pueda producir la ofensiva constituye su preocupación fundamental y espera que para evitar daños irreparables producidos por la sorpresa permita la evacuación de las personas responsabilizadas - De otro modo es deber ineludible del Consejo oponer resistencia al avance de esas fuerzas

Así pues, consumado el golpe de Casado, el general Franco faltó a la palabra dada en las famosas "Concesiones" del 5 de febrero y desde luego se negó a aceptar un nuevo "abrazo de Vergara", como Mola también lo había rechazado en el primer día del golpe de 1936, y no concedió a Casado "ninguna de las garantías imploradas casi de rodillas por sus emisarios, y contestó a británicos y franceses, deseosos de actuar como intermediarios en la rendición de la República para así contener la influencia alemana e italiana sobre el nuevo régimen, que no los necesitaba y que el espíritu de generosidad de los vencedores constituía la mejor garantía para los vencidos". Como señaló el cónsul británico en Valencia Goodden en un mensaje enviado a su gobierno el día 27, el Consejo Nacional de Defensa "había fracasado en obtener la paz honorable que había prometido a sus partidarios". Goodden añadía a continuación en su mensaje que había "escepticismo sobre las garantías que el General Franco mostrará a aquellos que no hayan cometido crímenes".

### El derrumbe del frente republicano

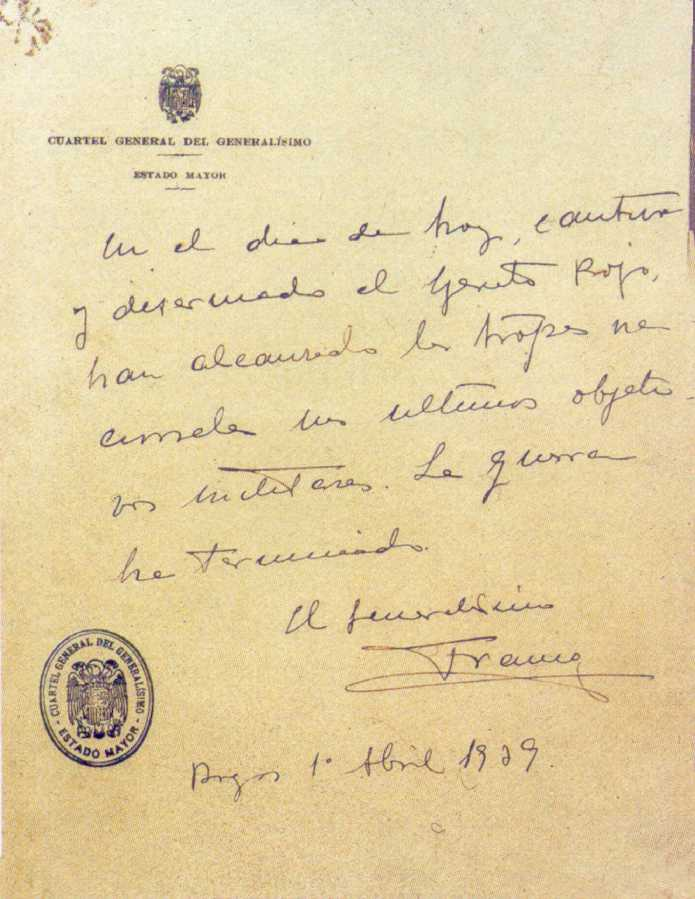
Último parte de guerra emitido por el Cuartel General del Generalísimo.

Solo unas horas después de que se dieran por finalizadas las "negociaciones" con los dos representantes del Consejo Nacional de Defensa en el aeródromo de Gamonal, el Generalísimo Franco dio la orden de que se iniciara la ofensiva "nacional" en todos los frentes. La ofensiva la inició el mismo 26 de marzo el Ejército del Sur (integrado por el Cuerpo de Ejército Marroquí, al mando del general Yagüe y el Cuerpo de Ejército de Andalucía, al mando del general Muñoz Castellanos) en los frentes de Pozoblanco-Peñarroya (Córdoba) y Ocaña (Toledo) encontrando muy poca resistencia ya que muchas de las posiciones republicanas ya habían sido abandonadas y en seguida los Ejércitos republicanos de Extremadura y de Andalucía depusieron las armas y los pueblos se llenaron de banderas blancas ante la inminente llegada de las tropas franquistas. El día 29 el Cuerpo Marroquí de Yagüe ya había alcanzado Ciudad Real y Puertollano; el Cuerpo de Ejército de Andalucía tomaba Bailén y Linares, mientras el Cuerpo de Ejército de Córdoba, mandado por el general Borbón, entraba en Jaén, y el de Granada comenzaba el avance por el litoral en dirección a Almería.
También el día 26 inició la ofensiva el Ejército del Centro que tampoco encontró resistencia porque en los frentes de Madrid los republicanos habían empezado a abandonar las trincheras, especialmente después de que fueran transmitidas por radio las famosas "Concesiones del Generalísimo" que prometían "benevolencia" para los militares que favorecieran la terminación de la lucha. "Los soldados iban llegando al interior de la ciudad, cogían el metro en Cuatro Caminos y se iban a sus casas o se trasladaban al otro lado de Madrid, a Vallecas, para emprender camino hacia el Mediterráneo". Y en algunos lugares del frente se produjeron confraternizaciones entre soldados de los dos bandos festejando que, según ellos, la guerra había acabado, y en otros sitios los soldados republicanos se pasaban al bando nacional.
Mientras se producía el desmoronamiento del frente la quinta columna de Madrid se hizo con el control de la ciudad en la madrugada del 26 al 27 de marzo, "realizando todas aquellas operaciones necesarias para evitar en caso preciso una resistencia que ocasionaría víctimas, y, sobre todo actuaciones a la desesperada". A primera hora de la mañana del día 27 un enviado del Consejo Nacional de Defensa, el coronel Prada Vaquero, se entrevistó con el coronel Losas del ejército franquista desplegado en la Ciudad Universitaria y ambos acordaron que la rendición republicana se produciría a las 13 horas del día siguiente 28 de marzo. Esa mañana empezaron a aparecer en Madrid colgaduras y banderas rojigualdas y mucha gente se echó a la calle llena de entusiasmo para recibir a las tropas franquistas. Tras la firma de la rendición en el edificio del Hospital Clínico de la Ciudad Universitaria las tropas de Franco ocuparon la ciudad en las horas siguientes sin encontrar ningún tipo de oposición. "Madrid no fue tomada, se entregó sin resistencia, terminando así 32 meses de terrible guerra, por unos y otros, que ahora deseaban que cesase el derramamiento de sangre. La victoria proporcionaba la paz, o quizá la paz suponía el precio de la victoria".
Donde los franquistas encontraron mayor resistencia fue en el frente de Levante debido a que era por Valencia por donde estaban saliendo las personalidades republicanas y había que darles tiempo. Sin embargo el día 29 Valencia y Alicante ya estaban prácticamente en manos de sus respectivas quinta columnas, sin que todavía hubieran llegado las tropas franquistas, mientras que el Cuerpo de Ejército de Galicia, al mando del general Aranda, ocupaba Sagunto y el Cuerpo de Ejército de Castilla, entraba en Segorbe. Al día siguiente los italianos de la División Littorio ocupaban Almansa, Villena y Elda, y entraban en Alicante. Ese mismo día 30 la División 83 al mando del general Martín Alonso entraba triunfalmente en Valencia. El 31 de marzo, la 4.ª División del Cuerpo de Ejército de Navarra, mandada por el general Camilo Alonso Vega, ocupaba Murcia y Cartagena.
El 1 de abril de 1939 la radio del bando rebelde ("Radio Nacional de España") difundía el último parte de guerra, que durante los 36 años siguientes será repetido por la propaganda de la dictadura franquista:

En el día de hoy, cautivo y desarmado el ejército rojo, han alcanzado las tropas nacionales sus últimos objetivos militares. La guerra ha terminado. Burgos, 1.º de abril de 1939, año de la Victoria. El Generalísimo, Franco

## Valoración
Según los historiadores Ángel Viñas y Fernando Hernández Sánchez el golpe de Casado fue innecesario porque "casi todos los grandes actores implicados aspiraban, más o menos, a lo mismo. Poner fin a una guerra sin perspectivas de victoria pero evitando en lo posible las represalias y, cuando se vio que ni siquiera esto sería factible, garantizar la evacuación". Pero la mecánica para alcanzar esos objetivos no era la misma la de Negrín que la de Casado, "muñidor del golpe de fuerza que liquidó cualquier posibilidad de resistencia":

Las razones de la insurrección casadista están claras. Ante todo, la creencia de que al ofrecer en almoneda la cabeza de Negrín y el poder comunista a Franco, éste podría mostrar condescendencia. Pero hubiese bastado con leer aquel monumento a la monstruosidad jurídica que fue la Ley de Responsabilidades Políticas... para darse cuenta de qué forma se manifestaría la proverbial "magnanimidad" del Caudillo. Ni siquiera avezados luchadores como los libertarios [que se aliaron con Casado] alcanzaron a comprender que lo que se les venía encima no tenía paralelo con lo que ellos, y la izquierda en general, habían experimentado en etapas anteriores

Estos dos historiadores hacen responsable a Casado de la tragedia que vivieron los republicanos derrotados:

En cualquier caso es sobre Casado, y no Negrín, que debe caer la responsabilidad histórica de haber inducido la desintegración de la resistencia republicana de forma tal que dejó estancados a millares y millares de combatientes. Cómo se hubiera configurado su evacuación de haberse podido avanzar en los planes negrinistas será siempre especulativo. No cabe duda, sin embargo, de que la realidad fue la más amarga y desastrosa posible y la mejor que Franco jamás hubiera podido desear

Por otra parte, el escritor George Orwell, en una reseña sobre el libro de Segismundo Casado The Last Days of Madrid (1939), en la revista Time and Tide, posteriormente recogida en su libro Mi guerra civil española, dice:

Aunque no muchas personas fuera de España habían oído hablar de él antes de principios de 1939, el nombre del coronel Casado siempre será recordado en conexión con la guerra civil española. Él fue quien desbancó al Gobierno Negrín y negoció la rendición de Madrid -y dada la situación militar real y el sufrimiento del pueblo español, es difícil no estar de acuerdo en que tenía razón. La cosa realmente vergonzosa, como dice con convicción Mr. Croft-Cooke en su prólogo, es que se dejase que la guerra durara tanto tiempo. El coronel Casado y sus colaboradores fueron denunciados en todo el mundo en la prensa de izquierdas, como traidores, cripto-fascistas, etc., etc., pero estas acusaciones causaron mala impresión proviniendo de gente que se habían puesto a salvo mucho antes de que Franco llegara a Madrid. Besteiro, que participó en la Administración Casado y luego se quedó para responder a los fascistas, también fue denunciado como «pro-Franco». Besteiro fue condenado a treinta años de prisión. Realmente los fascistas tienen una curiosa manera de tratar a sus amigos.